# Jean Zerbo
Jean Zerbo (ur. 27 grudnia 1943 w Ségou) – malijski duchowny katolicki, w latach 1998–2024 arcybiskup Bamako, kardynał.

## Życiorys
Święcenia kapłańskie otrzymał 10 lipca 1971 i został inkardynowany do diecezji Ségou. 

## Episkopat
21 czerwca 1988 został mianowany biskupem pomocniczym archidiecezji Bamako ze stolicą tytularną Accia. Sakry biskupiej udzielił mu 20 listopada 1988 kardynał Jozef Tomko.
19 grudnia 1994 został biskupem diecezjalnym Mopti.
27 czerwca 1998 papież Jan Paweł II mianował go arcybiskupem metropolitą Bamako.
28 czerwca 2017 papież Franciszek kreował go kardynałem prezbiterem, nadając mu kościół tytularny S. Antonio in Via Tuscolana.
27 grudnia 2023 ukończył 80 lat, tracąc prawo do udziału w konklawe.
25 lipca 2024 papież przyjął jego rezygnację z pełnionego urzędu.